# Robert Lusser
Robert Lusser (19. dubna 1899 Ulm – 19. ledna 1969 Mnichov) byl německý letecký konstruktér a letec. Během druhé světové války se podílel na několika známých konstrukcích firem Messerschmitt a Heinkel a také po válce díky jeho teoretickému studiu spolehlivosti komplexních systémů. V poválečném období také propagoval vývoj moderních lyžařských vázání a představil první teflonové protiskluzové podložky.
Narodil se v Ulmu. Jako pilot vyhrál v roce 1928 mezinárodní soutěž lehkých letounů ve Francii. Dále se zúčastnil tří ze čtyř mezinárodních leteckých soutěží FAI, kdy létal na letounech Klemm a dokončil všechny tři na poměrně vysokých místech (Challenge 1929: 4. místo, Challenge 1930: 13. místo a Challenge 1932: 10. místo).
Jeho první práce byly u společností Klemm a Heinkel, než se v roce 1933 připojil k nově obnovené Bayerische Flugzeugwerke. Tam pomáhal Willy Messerschmittovi s návrhem cestovního letadla Messerschmitt M37. Později bylo uvedeno do výroby jako Messerschmitt Bf 108 a vytvořilo základ pro nejznámější produkt společnosti, stíhací letoun Messerschmitt Bf 109. V roce 1934 byl Lusser vedoucím konstrukční kanceláře Messerschmitt a řídil projekt těžkého stíhacího letounu Messerschmitt Bf 110. V roce 1938 byla společnost přejmenována na Messerschmitt.
Lusser ve společnosti zůstal až do roku 1938, kdy se vrátil k Heinkelovi. Tam vedl konstrukci dvou vysoce sofistikovaných letadel, která nikdy nedosáhla svého plného potenciálu – Heinkel He 280 a Heinkel He 219. He 280 byl první proudový stíhací letoun, který opustil rýsovací prkno, ale Reichsluftfahrtministerium (ministerstvo letectví) dalo přednost stroji Messerschmitt Me 262. He 219 byl pokročilý noční stíhací letoun, který RLM v srpnu 1941 odmítlo jako příliš složitý na to, aby se mohl do výroby dostat kvůli mnoha inovacím. Ernst Heinkel Lussera propustil a znovu předložil zjednodušený design, který se nakonec dostal do omezené výroby.
Od Heinkela Lusser přesel k Fieselerovi a zapojil se do úsilí o výrobu bezpilotních letounů, původně označených jako Fieseler Fi 103. Šlo o spolupráci s výrobcem motorů Argus, kde vyvíjeli pulzační motor. Lusser spolupracoval s technikem firmy Argus Fritzem Gosslau na zdokonalení konstrukce. Projekt byl iniciativou obou společností, kterou zahájil Argus již v roce 1934 a z oficiálních míst byl zájem malý, dokud v roce 1942 Erhard Milch neuznal jeho potenciál a nepřidělil mu vysokou prioritu. Nacistická propaganda nazvala tuto létající pumu V1 (Vergeltungswaffe – „zbraň pomsty“). Návrh soutěžil s raketou "V2" Wernhera von Brauna odpalovanou vertikálně. V blízkosti Wolfsburgu Lusser našel hlavní konstrukční vadu své rakety – poddimenzovaným hlavním křídlem během zvyšování výroby. Poté design fungoval.
Jako mnoho důležitých německých inženýrů byl i Lusser po válce převezen do Spojených států. Tam pracoval pro námořnictvo, Jet Propulsion Laboratory a v roce 1953 se připojil k von Braunovu raketovému týmu v Huntsville v Alabamě. Zde šest let formalizoval své teorie spolehlivosti, ze kterých vzešel Lusserův zákon. Na základě těchto výpočtů prohlásil, že von Braunovy ambice dosáhnout měsíce a Marsu jsou odsouzeny k neúspěchu kvůli složitosti požadované kosmické lodi.
Vrátil se do Německa do společnosti Messerschmitt-Bölkow. Jeho znepokojivá studie spolehlivosti adaptací, které společnost prováděla na licenčně vyráběných letounech F-104 Starfighter, se ukázala být tragicky správná.
V roce 1961 si přetrhl Achillovu šlachu při testování vázání Kandahár na svých lyžích v hotelovém pokoji v Saas-Fee. Rozhodl se zatočit s problémy s vázáním a vyvinul první vázání, které svíralo špičku boty místo příruby vyčnívající z přední části podešve na špičce. V roce 1963 odešel od Messerschmitta a založil společnost na vázání. Zemřel 19. ledna 1969 v Mnichově.